# La Bouverie
Pour les articles homonymes, voir La Bouverie (homonymie).
 (juin 2023).
Si vous disposez d'ouvrages ou d'articles de référence ou si vous connaissez des sites web de qualité traitant du thème abordé ici, merci de compléter l'article en donnant les références utiles à sa vérifiabilité et en les liant à la section « Notes et références ».
La Bouverie est une section de la commune belge de Frameries, située en Région wallonne dans la province de Hainaut.
C'était une commune à part entière avant la fusion des communes de 1977.
À La Bouverie, la langue française est parlée, ainsi qu'une variante du picard, le borain.

## Étymologie
Voilà une terminologie qui n’est pas difficile à déterminer. Le mot est latin et roman Bovaria, Bouverie ou Boverie signifie tout simplement l’habitation des bœufs et par extension la métairie.
La Bouverie n’est pas une commune bien ancienne. Elle date de 1845, époque à laquelle le hameau fut détaché de Frameries et érigé en commune. Située en bordure de grands pacages forestiers, La Bouverie n’était, au début, qu'une partie de Frameries sur laquelle on élevait des bœufs.
En vérité, ce nom ne devrait pas s’appliquer à toute la commune de La Bouverie, mais exclusivement à une partie vallonnée où, sous la garde des bouviers du châtelain de l’Harbée, les troupeaux de bovins broutaient l’herbe indispensable à leur alimentation.

## Évolution démographique
- Sources : INS, Rem. : 1831 jusqu'en 1970 = recensements, 1976 = nombre d'habitants au 31 décembre[2].

## Histoire
Il y a peu de faits notoires dans son passé. On parle pourtant d’un conflit qui s’éleva aux XVIe XVI et XVIIe siècles au sujet de la haute justice entre le comte de Hainaut et le chapitre de Sainte-Waudru. Finalement, un arrêt du Conseil souverain, datant de 1726, l’adjugea au premier.
On relate aussi que l’on trouvait jadis sur le territoire de La Bouverie, une seigneurie ou fief de Lambrechies (habitation de Lambert ou Lambrecht) dont les fondateurs cités dès le XIIe siècle possédaient toute justice. Un vestige est demeuré à ce nom : le titre d’une houillère de triste renommée.
Dans le cadre de l’histoire et de la géographie de La Bouverie, il faut préciser que plusieurs lieux-dits proviennent de nom de ruisseaux qui la traversent : le Rieu du Cœur, le ruisseau de Champré, celui de l’Harbée (qui a donné son nom au quartier de l’Harbaix). Il y a d’ailleurs toujours une « rue du Ruisseau » à La Bouverie.
La commune était connue pour son industrie de la chaussure, aujourd’hui disparue. C’est la « Fabrique de Théâtre », outil provincial de développement des arts de la scène, qui s'est implantée dans les locaux de l’ancienne « école de la chaussure ».
La Bouverie, à l’instar d’autres communes du Borinage, fut le point de départ de nombreuses missions protestantes à travers le monde.
La Bouverie abrite la dernière boucherie chevaline de Belgique, nombreuses au vingtième siècle dans le Borinage,.

## Personnalités notables
- Norbert Ghisoland (1878-1939), photographe, né à La Bouverie.
- Ovide Dieu (1883-1950), poète de renom. Une rue porte son nom à La Bouverie.
- Laura Laune (1986-…), humoriste et chanteuse, originaire de La Bouverie, née à St-Ghislain.